# Branimir Vujević
Branimir Vujević (født 29. november 1974 i Zadar) er en kroatisk tidligere roer.

## Rokarriere
Vujević deltog i OL 2000 i Sydney som en del af den kroatiske otter. De øvrige besætningsmedlemmer var Krešimir Čuljak, Nikša Skelin, Siniša Skelin, Igor Boraska, Tomislav Smoljanović, Tihomir Franković, Igor Francetić og styrmand Silvijo Petriško. Kroaterne vandt deres indledende heat og var dermed klar til finalen. Her var det de britiske verdensmestre fra 1999, der vandt guld foran Australien, mens kroaterne blev nummer tre og fik bronze. Størstedelen af de kroatiske bronzevindere, heriblandt Vujević, var også med i båden til VM året efter, hvor det blev til en sølvmedalje.

## OL-medaljer
- 2000:  Bronze i otter